# Verače
Verače je naselje u slovenskoj Općini Podčetrtku. Verače se nalazi u pokrajini Štajerskoj i statističkoj regiji Savinjskoj. 

## Stanovništvo
Prema popisu stanovništva iz 2002. godine naselje je imalo 122 stanovnika.